# Sospita huntei
Sospita huntei är en fjärilsart som beskrevs av Sharpe 1903. Sospita huntei ingår i släktet Sospita och familjen juvelvingar. Inga underarter finns listade i Catalogue of Life.